# 木村若友
木村 若友（きむら わかとも、1911年4月17日 - 2011年11月30日）は、日本の浪曲師。本名：大森 政貫。

## 経歴
福島県二本松市出身。1936年、初代木村友衛に入門し、翌年初舞台を踏む。
長らく浪曲界の第一線で活躍し、晩年まで東京浅草の木馬亭に出演した。
2011年4月、浪曲師としての長年の活躍と後進の指導を通じ日本伝統文化の継承に尽力したとして第45回吉川英治文化賞を受賞。同年5月、国立演芸場で開かれることになっていた「百歳を祝う会」への出演の直前に楽屋で倒れ、快復に努めたが、11月30日、動脈瘤破裂のため死去。100歳没。
若友の孫にあたる料理人の男性が東京都台東区の佐竹商店街でラーメン店「とりそば若松」を経営。浪曲関係者にも親しまれていたが、物件のオーナー変更により2025年4月末で閉店した。

## 主な演目
- 塩原多助
- 柳生親合試合